# Порт-Хейден (Аляска)
Порт-Хе́йден (англ. Port Heiden) — город в боро Лейк-энд-Пенинсула, штат Аляска, США.

## География и климат
| Климатограмма Порт-Хейдена                                  | Климатограмма Порт-Хейдена | Климатограмма Порт-Хейдена | Климатограмма Порт-Хейдена | Климатограмма Порт-Хейдена | Климатограмма Порт-Хейдена | Климатограмма Порт-Хейдена | Климатограмма Порт-Хейдена | Климатограмма Порт-Хейдена | Климатограмма Порт-Хейдена | Климатограмма Порт-Хейдена | Климатограмма Порт-Хейдена |
| ----------------------------------------------------------- | -------------------------- | -------------------------- | -------------------------- | -------------------------- | -------------------------- | -------------------------- | -------------------------- | -------------------------- | -------------------------- | -------------------------- | -------------------------- |
| Я                                                           | Ф                          | М                          | А                          | М                          | И                          | И                          | А                          | С                          | О                          | Н                          | Д                          |
| 25.9 −2 −8                                                  | 16.8 −2 −9                 | 23.6 1 −6                  | 19.8 4 −2                  | 24.1 8 2                   | 34.8 12 6                  | 51.3 14 8                  | 64.0 15 9                  | 63.8 12 6                  | 62.2 6 1                   | 41.7 3 −3                  | 36.6 −1 −6                 |
| Температура в °C • Сумма осадков в мм Источник: weather.com |                            |                            |                            |                            |                            |                            |                            |                            |                            |                            |                            |

Порт-Хейден расположен в северо-западной части полуострова Аляска у впадения реки Мешик в Бристольский залив, непосредственно у заповедника Аниакчака. Площадь города составляет 133 км², из которых 1,7 км² занимают открытые водные пространства. За год в среднем выпадает 147,3 см снега. Город обслуживает одноимённый аэропорт.

## История
На месте нынешнего Порт-Хейдена издавна стояла алутиикская деревня Мешик. В конце XIX века, когда здесь проживало 74 человека (перепись 1890 года), в деревне разразилась эпидемия гриппа, поэтому все жители покинули её и населённый пункт был заброшен до середины 1910-х годов. В 1920 году в Порт-Хейдене (так переименовали деревню) проживало 30 человек, в 1930 — 51 человек. Во время Второй мировой войны неподалёку от Порт-Хейдена был выстроен форт Морроу, в котором единовременно находилось до 5000 военнослужащих, но сразу после окончания войны форт был закрыт. Переписи 1940 и 1950 годов сообщали об отсутствии жителей, но уже в начале 1950-х годов Порт-Хейден снова стал населён, в возрождающемся посёлке открылась первая школа. В 1960 году здесь жило 74 человека, в 1970 — 66, 20 ноября 1972 года поселение было инкорпорировано и получило статус города (city). В 1980 году в Порт-Хейдене жило 92 человека, в 1990 — 119. Ныне город постепенно «отступает» от берега в связи с эрозией.

## Демография
По переписи 2000 года в Порт-Хейдене проживало 119 человек (61 мужчина и 58 женщин; 41 домохозяйство, 23 семьи). Расовый состав: коренные американцы — 65,55 %, белые — 19,33 %, прочие расы — 2,52 %, смешанные расы — 12,61 %, латиноамериканцы (любой расы) — 2,52 %. 39,5 % жителей были младше 18 лет, 5 % — в возрасте от 18 до 24 лет, 26,9 % — от 25 до 44 лет, 22,7 % — от 45 до 64 лет и 5,9 % жителей были старше 64 лет. Средний возраст жителя — 33 года. На 100 женщин приходилось 105,2 мужчин, при этом на 100 совершеннолетних женщин приходилось 125 совершеннолетних мужчин.

Средний доход на семью составил 70 000 долларов в год, доход на душу населения — 20 532 доллара в год, 5,6 % населения жили за чертой бедности, из них 25 % были пенсионерами.
По переписи 2010 года в Порт-Хейдене проживало 102 человека (57 мужчин и 45 женщин). Расовый состав: коренные американцы — 83,33 %, белые — 14,71 %, смешанные расы — 1,96 %.
По оценке 2012 года в Порт-Хейдене проживало 104 человека (58 мужчин и 46 женщин), средний возраст жителя — 26,7 лет. Происхождение предков: немцы — 16,1 %, ирландцы — 11,5 %, датчане и шведы — по 8 %, швейцарцы — 4,6 %, русские — 1,1 %.
По состоянию на 2014 год сайт commerce.state.ak.us сообщает о 118 жителях.